# Sông La Hiêng
Sông La Hiêng là một con sông đổ ra Sông Kỳ Lộ. Sông có chiều dài 25 km và diện tích lưu vực là 177 km². Sông La Hiêng chảy qua các tỉnh Gia Lai, Phú Yên.